# CYP2B6
CYP2B6 (англ. Cytochrome P450 family 2 subfamily B member 6) – білок, який кодується однойменним геном, розташованим у людей на короткому плечі 19-ї хромосоми. Довжина поліпептидного ланцюга білка становить 491 амінокислот, а молекулярна маса — 56 278.
| 10         |  | 20         |  | 30         |  | 40         |  | 50         |
| ---------- |  | ---------- |  | ---------- |  | ---------- |  | ---------- |
| MELSVLLFLA |  | LLTGLLLLLV |  | QRHPNTHDRL |  | PPGPRPLPLL |  | GNLLQMDRRG |
| LLKSFLRFRE |  | KYGDVFTVHL |  | GPRPVVMLCG |  | VEAIREALVD |  | KAEAFSGRGK |
| IAMVDPFFRG |  | YGVIFANGNR |  | WKVLRRFSVT |  | TMRDFGMGKR |  | SVEERIQEEA |
| QCLIEELRKS |  | KGALMDPTFL |  | FQSITANIIC |  | SIVFGKRFHY |  | QDQEFLKMLN |
| LFYQTFSLIS |  | SVFGQLFELF |  | SGFLKYFPGA |  | HRQVYKNLQE |  | INAYIGHSVE |
| KHRETLDPSA |  | PKDLIDTYLL |  | HMEKEKSNAH |  | SEFSHQNLNL |  | NTLSLFFAGT |
| ETTSTTLRYG |  | FLLMLKYPHV |  | AERVYREIEQ |  | VIGPHRPPEL |  | HDRAKMPYTE |
| AVIYEIQRFS |  | DLLPMGVPHI |  | VTQHTSFRGY |  | IIPKDTEVFL |  | ILSTALHDPH |
| YFEKPDAFNP |  | DHFLDANGAL |  | KKTEAFIPFS |  | LGKRICLGEG |  | IARAELFLFF |
| TTILQNFSMA |  | SPVAPEDIDL |  | TPQECGVGKI |  | PPTYQIRFLP |  | R          |

A: Аланін

C: Цистеїн

D: Аспарагінова кислота

E: Глутамінова кислота

F: Фенілаланін

G: Гліцин

H: Гістидин

I: Ізолейцин

K: Лізин

L: Лейцин

M: Метіонін

N: Аспарагін

P: Пролін

Q: Глутамін

R: Аргінін

S: Серин

T: Треонін

V: Валін

W: Триптофан

Кодований геном білок за функціями належить до оксидоредуктаз, фосфопротеїнів. 
Задіяний у такому біологічному процесі, як альтернативний сплайсинг. 
Білок має сайт для зв'язування з іонами металів, іоном заліза, гемом, НАДФ. 
Локалізований у мембрані, ендоплазматичному ретикулумі, мікросомах.